# 立川断层

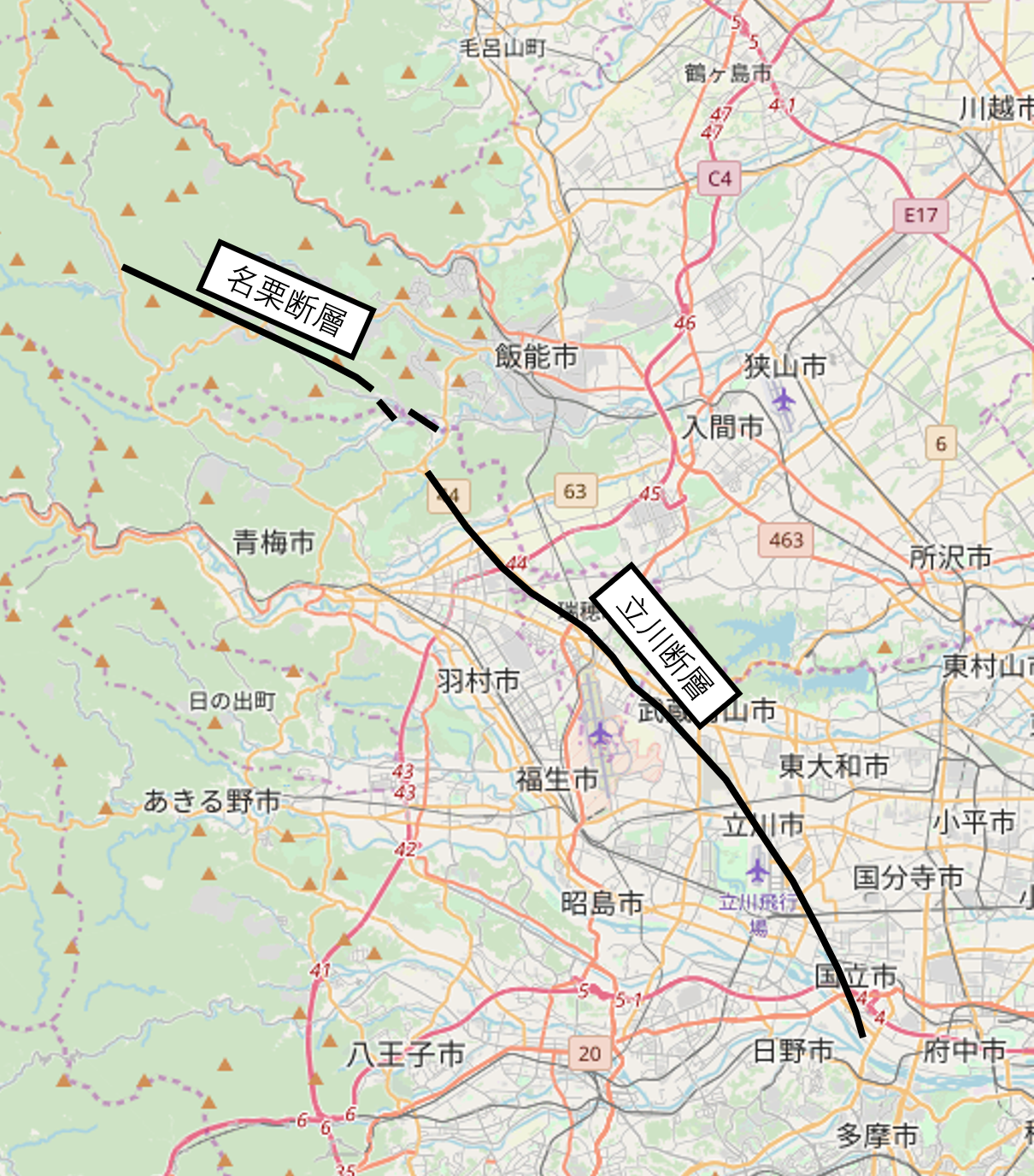
组成立川断层群的立川断层和名栗断层的地图

立川断层（日语：立川断層）是一条位于日本关东地方的西北－东南向活断层，因主要位于东京都立川市而得名。

## 概况
立川断层从东京都青梅市发端，经立川市向府中市发展，全长约20千米。立川断层常与发端于其西北端约2千米的名栗断层被合称为立川断层群。2000年，经贝塚爽平等人分析，立川断层西北部的平均上下变位速度为0.1－0.25米每千年，中部为0.15－0.29米每千年，东南端附近为0.08－0.17米每千年。

## 地震可能性评估
日本地震调查研究推进本部于2007年发布的立川断层群评估报告中指出，根据经验式{\displaystyle \log {L}=0.6M-2.9}得出，若组成立川断层群的立川断层和名栗断层同时活动，则该断层群发生的最大震级的地震为7.4级，活动周期约为1万－1.5万年。如果最大震级地震发生的设想成为现实，则相对于西南侧，该断层群的东北侧将隆起2－3米左右。但根据日本地质调查综合中心和东京大学地震研究所的分析，立川断层若发生地震，则出现的情况可能为“东北侧相对落下—活动停止—东北侧反弹隆起”。
除地震调查研究推进本部的分析外，东京都于2003年自行进行了一次活断层评估。评估委员会认为，立川断层群理论上可能发生的最大规模地震的震级为7.1－7.3级，活动周期约为5000年。同时，报告还指出，一旦这种规模的地震发生，会造成附近地区约6300人遇难。

## 后续研究
2015年5月，东京大学地震研究所的佐藤比吕志教授在东京都立川市召开的演讲会上，报告了从2012年开始3年之间对立川断层进行调查的结果。他认为，在此之前推定全长为33千米的断层群中，仅能确认的为位于瑞穗町箱根崎的12千米段，同时得出了该断层群不存在于立川市内的结论。因此，在报告书中，他将该断层的名称变更为箱根崎断层（日语：箱根ヶ崎断層）。